# Provincia de Noto
La provincia de Noto (能登国,  Noto no Kuni) fue una antigua provincia en el área que es hoy la parte septentrional de la prefectura de Ishikawa en Japón. 
Noto limitaba con las provincias de Etchū y Kaga.
Nanao, (hoy prefectura de Ishikawa) fue la antigua capital y la ciudad castillo principal de Noto. Durante gran parte del período Sengoku Noto fue gobernada por una rama menor de la del clan Maeda de Kaga.